# Marian van de Wal
Marian van de Wal (* 21. Januar 1970 in Vianen) ist eine niederländisch-andorranische Sängerin und Hotelbesitzerin.

## Biographie
Die gebürtige Niederländerin zog 1999 in den andorranischen Ort L’Aldosa, wo sie ein Hotel eröffnete. 2004 nahm sie an der Castingshow Eurocàsting teil. Im Finale am 14. Dezember lag sie punktgleich mit der Sängerin Mar Capdevila auf dem ersten Platz, wurde aber dennoch zur Siegerin gekürt, da ihr das jüngste Jurymitglied den Regeln gemäß den Zuschlag gab. Als Siegerin sollte sie die zweite Vertreterin Andorras beim Eurovision Song Contest sein, der 2005 in Kiew stattfand. In einer gesonderten Sendung stellte sie drei Titel vor: No demanis, Dona'm la pau und La mirada interior, wobei letzterer als Siegertitel hervorging.
Beim Eurovision Song Contest in Kiew stellte sie das Lied im Halbfinale vor, wo sie mit 27 Punkten (davon zehn aus Spanien und sieben aus den Niederlanden) den 23. Platz erreichte und sich somit nicht für das Finale qualifizierte. Es ist bis heute die zweithöchste Punktzahl, die Andorra im Wettbewerb erzielt hat. Zu ihren Backgroundsängerinnen gehörte Anabel Conde. Die englische und katalanische Versionen von La mirada interior wurden als Single veröffentlicht, hatten aber keinen kommerziellen Erfolg.
Später komponierte sie mit dem Gitarristen Oriol Vilella einige Titel, darunter die Single Waiting, die ebenfalls kein Verkaufserfolg war. Sie verkündete die andorranischen Punkte beim Eurovision Song Contest 2007.
Van de Wal führt seit Jahren das Aparthotel La Tulipa im andorranischen Arans.

## Diskografie

### Singles
- 2005: La mirade interior / A look inside yourself
- 2007: Waiting

### Weitere Lieder
- 2007: Breaking